# Tulio Botero Salazar
Tulio Botero Salazar (Manizales, 9 marzo 1904 – Medellín, 1º marzo 1981) è stato un arcivescovo cattolico colombiano, appartenente alla Congregazione della missione.

## Biografia

### Primi anni
Tulio Botero Salazar nacque il 9 marzo 1904 nella città colombiana di Manizales. Era il figlio di Francisco Botero Jaramillo e María Francisca Salazar Jaramillo, entrambi appartenenti a famiglie tradizionali caldense e cugini tra di loro. Sua madre María Francisca era la sorella del politico, banchiere e uomo d'affari Félix María Salazar Jaramillo.
Fu battezzato nella cattedrale di Manizales il 13 marzo dello stesso anno con il nome di Francisco Tulio, dal sacerdote Benjamín Muñoz. Ha completato gli studi di istruzione primaria con i fratelli maristi e gli studi di istruzione secondaria con i Padri Lazzaristi (Congregazione della Missione), nel comune di Santa Rosa de Cabal. Dopo la morte di suo padre, Botero ha sospeso per un anno la sua formazione educativa apostolica per studiare giurisprudenza all'Universidad del Rosario, con sede a Bogotà. Successivamente, entrò nella comunità dei Padri Lazzaristi e iniziò il noviziato il 27 febbraio 1924. Nel 1926, si unì a detta comunità, impegnandosi a professare i voti monastici.

### Sacerdozio
Botero fu ordinato sacerdote a Bogotà da Ismael Perdomo Borrero il 19 dicembre 1931. Fino al 1934, svolse missioni nel dipartimento di Cundinamarca insieme al presbitero Nicanor Cid. Dal 1934 al 1941, lavorò al Seminario di Popayán e dal 1941 al 1948 fu direttore del Seminario Interno e direttore spirituale degli studenti a Bogotà (sede della Congregazione della Missione). Contemporaneamente, dal 1945 fu segretario privato della Nunziatura apostolica. Nel 1948, ottenne la carica di rettore del seminario di Tunja.

## Episcopato

### Vescovo ausiliare di Cartagena
Il 7 maggio 1949, fu nominato vescovo titolare di Marida e vescovo ausiliare di Cartagena. Tulio Botero Salazar fu consacrato a Manizales da Bernardo Botero Álvarez, il 14 agosto 1949 e rimase in quella città fino al maggio 1952.

### Vescovo di Zipaquirá
Il 1 maggio 1952 fu eretta la diocesi di Zipaquirá, di cui Botero fu nominato primo vescovo. Ne prese possesso canonico il 15 agosto dello stesso anno, dando così inizio alla nuova giurisdizione ecclesiastica.
Per la sua grande devozione alla Vergine Maria, chiese a papa Pio XII di dichiararla patrona della nuova diocesi, sotto il titolo dell'Assunzione. Pio XII, accogliendo la richiesta di Botero, emanò la bolla pontificia del 2 agosto 1952, con la quale designò la Beata Vergine Assunta come patrona della diocesi.
La costruzione del Seminario Conciliare fu una delle priorità di Botero per la nuova diocesi. Così, l'8 dicembre dello stesso anno, benedisse e pose la prima pietra per la costruzione di detto seminario. Il 24 febbraio 1953, inaugurò il Seminario Minore, sotto la direzione dei padri vincenziani.
Per contribuire alla soluzione dei problemi economici di alcuni seminaristi, Tulio Botero Salazar creò la fondazione San Pio X e per aiutare economicamente il presbiterio, istituì il Fondo per gli aiuti al clero.
Il suo interesse per l'educazione cattolica lo spinse a sostenere e incoraggiare la creazione di collegi diocesani nella maggior parte delle parrocchie. Il suo amore per la Vergine Maria e il suo desiderio di promuovere la pietà mariana permisero di organizzare il primo Congresso Mariano, nell'agosto del 1954. Per il suo interesse per la formazione spirituale dei fedeli, fondò una casa diocesana di esercizi spirituali, chiamata Casa de María Inmaculada. Promosse inoltre la fondazione del Centro Social San José, per la formazione globale dei lavoratori del paese. Preoccupato per i contadini colombiani, Botero diede avvio alla Casa Campesina Parroquial con propri statuti.
Nel luglio 1956, organizzò il primo Congresso Catechistico diocesano, con la partecipazione di tutte le parrocchie. Concluse la sua opera pastorale nella diocesi con la prima settimana pastorale, nel dicembre 1957.

### Arcivescovo di Medellín
L'8 dicembre 1957, fu nominato alla Sede arcivescovile di Medellín, di cui prese possesso il 2 febbraio 1958.
Botero Salazar ha partecipato come padre conciliare alle quattro sessioni del Concilio Vaticano II. Fu uno dei quaranta vescovi che firmarono il Patto delle catacombe di Domitilla, attraverso il quale quei membri della Chiesa cattolica si impegnavano a trascorrere del tempo insieme ai poveri, assumendo uno stile di vita semplice e rinunciando a tutti i simboli del potere.
A Medellín, riformò la curia arcidiocesana e costruì a Loreto l'attuale edificio del Seminario maggiore. Allo stesso modo, permise l'ingresso di diverse comunità religiose nel capoluogo di Antioquia e tenne il terzo sinodo diocesano. Durante il suo episcopato, ebbe come vescovi ausiliari Miguel Antonio Medina Medina e Octavio Betancourt Arango, mentre Alfonso López Trujillo fu il suo arcivescovo coadiutore, che in seguito succedette a Botero nella sede.
Fondò 124 parrocchie, ordinò personalmente 158 sacerdoti e gli altri vescovi ne ordinarono altri 45 sacerdoti; pertanto, durante il suo episcopato furono ordinati in tutto 203 sacerdoti. Ha promosso la facoltà di teologia presso l'Universidad Pontificia Bolivariana e ha permesso ai seminaristi di studiare in quell'università. Ha anche fondato il seminario Bachilleres, che ha funzionato per quarant'anni. Ha fondato la Casa Pablo VI nel 1971 e le ha dato statuti nel 1977, per accogliere studenti che dovevano lavorare per sostenere economicamente le loro famiglie, ma che avevano anche una vocazione religiosa.

### Dimissioni
Nel 1979, dopo 21 anni alla guida della sede episcopale di Medellin, furono accettate le sue dimissioni, tenuto conto della sua età avanzata.

### Morte
Botero Salazar morì il 1º marzo 1981 nella città di Medellín, non lontano dalla sua città natale.

## Genealogia episcopale e successione apostolica
La genealogia episcopale è:
- Cardinale Scipione Rebiba
- Cardinale Giulio Antonio Santori
- Cardinale Girolamo Bernerio, O.P.
- Arcivescovo Galeazzo Sanvitale
- Cardinale Ludovico Ludovisi
- Cardinale Luigi Caetani
- Cardinale Ulderico Carpegna
- Cardinale Paluzzo Paluzzi Altieri degli Albertoni
- Papa Benedetto XIII
- Papa Benedetto XIV
- Papa Clemente XIII
- Cardinale Marcantonio Colonna
- Cardinale Giacinto Sigismondo Gerdil, B.
- Cardinale Giulio Maria della Somaglia
- Cardinale Carlo Odescalchi, S.I.
- Cardinale Costantino Patrizi Naro
- Cardinale Lucido Maria Parocchi
- Papa Pio X
- Papa Benedetto XV
- Papa Pio XII
- Arcivescovo Carlo Serena
- Arcivescovo Bernardo Botero Álvarez, C.M.
- Arcivescovo Tulio Botero Salazar, C.M.

La successione apostolica è:
- Vescovo Octavio Betancourt Arango (1971)